# Labonal
 (juin 2011).
Si vous disposez d'ouvrages ou d'articles de référence ou si vous connaissez des sites web de qualité traitant du thème abordé ici, merci de compléter l'article en donnant les références utiles à sa vérifiabilité et en les liant à la section « Notes et références ».

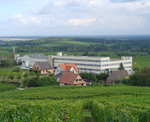
Usine Labonal

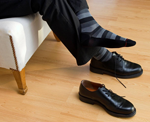
Chaussettes homme

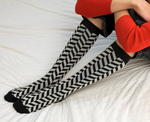
Chaussettes femme

Labonal (pour LA BONneterie ALsacienne) est une société française de fabrication et commercialisation de chaussettes et collants créée en 1924 par Salomon Lipovsky à Dambach-la-Ville. 

## Histoire
L'entreprise de fabrication de chaussettes est créée en 1924 à Dambach-la-Ville par Salomon Lipovsky. Dans les années 1970, apogée de l'entreprise, elle emploie jusqu'à 1 000 salariés.
En 1996, la marque qui appartient à un plus grand groupe disparaît. L'entreprise redevient indépendante en 1999, mais la marque ne renaît qu'en 2006.
Le 21 mars 2017, l’entreprise s’est déclarée en cessation de paiements, elle est placée en redressement judiciaire.
Le 20 février 2018 est signé un plan de continuation.
Fin 2018 Labonal lance une nouvelle marque la Frenchie.